# Club Patín Gijón Solimar
Le Club Patín Gijón Solimar, aussi connu sous le nom de Telecable Hockey Club pour des raisons de contrat de sponsoring, est un club de rink hockey de la ville de Gijón en Espagne. En 2018, l'équipe féminine remporte la Coupe d'Europe pour la cinquième fois.

## Histoire
De 2004 à 2013, le club porte le nom de Biesca Gijón, puis prend à partir de 2014 le nom de Hostelcur Gijón. 
Le club change de nouveau de nom en 2018 après avoir remporté sa cinquième coupe d'Europe. Il porte désormais le nom de Telecable Hockey Club, au lieu du Solimar Hockey Club. Ce changement intervient en raison du renouvellement du sponsor du club.
En 2019, l'équipe féminine du Telecable Hockey Club est récompensée du « Chosco de Oro » lors de la 39e édition du « Día de los Pueblos de Asturias de Navelgas ». La française Vanessa Daribo fait alors son retour dans le club. Elle est accompagnée de la buteuse Eva Mejido. Elles rejoignent alors une équipe comprenant dans ses effectifs certaines joueuses venant juste de remporter le titre mondial à Barcelone.
En 2020, l'équipe féminine est de nouveau entrainée par Fernando Sierra, entraineur de réputation mondial formé à La Corogne.

## Palmarès
- 3 OK Liga : 2009, 2017, 2018
- 5 Coupe d'Europe : 2007, 2009, 2010, 2012, 2018

À ce palmarès, la ville de Gijón  récompense régulièrement le club. En 2016, une place de la ville est rebaptisée au nom du club. Gijón remet également la médaille d'or de la ville.